# غاز سي آر

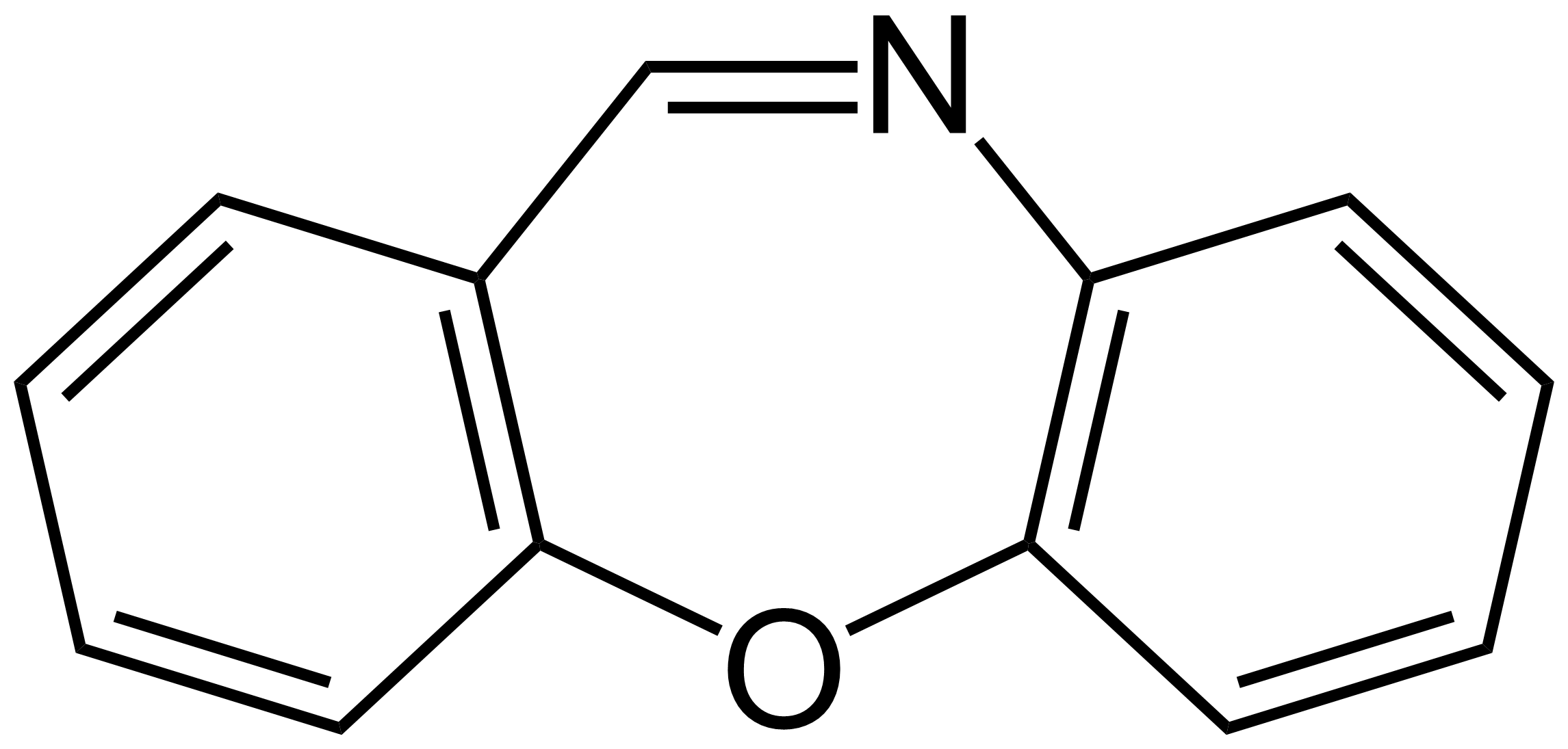
التركيب الكيميائي لمادة سي آر

غاز سي آر (بالإنجليزية: CR gas) أو داي بنزوكسازيبين (ثنائي البنزوكسازيبين، dibenzoxazepine)، وتركيبه الكيميائي dibenz[b,f][1,4]oxazepine، هو مادة مسيلة للدموع ومسببة للشلل المؤقت، طورت بواسطة وزارة الدفاع البريطانية لتستخدم في تفريق المظاهرات في أواخر خمسينيات القرن العشرين وبداية الستينيات من ذلك القرن.

## الخواص الفيزيائية
مادة سي آر هي مادة بلورية صلبة رائحتها شبيهة برائحة الفلفل. وهو ضعيف الذوبان في الماء ولا ينحل فيه. يوجد عادة على شكل حبيبات متناهية في الصغر على شكل معلق في سائل أساسه مادة البروبيلين جليكول. وعلى عكس ما يبدو من الاسم، فغاز السي آر ليس في الواقع غازاً، بل هو مادة صلبة في درجة حرارة الغرفة.
يتشابه غاز سي آر كيميائياً مع اللوكسابين (أحد مضادات الذهان النمطية) ويعبأ عادةً في اسطوانات صغيرة (عُليبات ـ canisters)، تنتج سحابة من الرذاذ بمعدل ثابت عندما ترتفع درجة حرارتها.

## التأثير
غاز سي آر هو مادة مسيلة للدموع، وتبلغ قوته 6 إلى 10 أضعاف قوة غاز سي إس. يتسبب غاز سي آر في تهيج شديد للجلد، وخاصة حول المناطق الرطبة من الجسم، وتشنج في الجفن (بالإنجليزية: blepharospasm) يتسبب في حدوث عمى مؤقت، وسعال وصعوبة في التنفس وهلع. كما يمكن أن ينتج عنه شلل فوري. ويشتبه في كون مادة سي آر مادة مسرطنة، وهو سام في حالة ابتلاعه والتعرض له على حد سواء ولكن بدرجة أقل من غاز سي إس، وقد يتسبب في الوفاة في حالة التعرض لكميات كبيرة منه، وهو ما يمكن أن يحدث خاصةً في الأماكن سيئة التهوية، حيث يمكن أن يستنشق الشخص جرعة مميتة منه خلال دقائق معدودة. وسبب الوفاة في هذه الحالات هو الأسفكسيا أو الوذمة الرئوية.
يستمر تأثير مادة سي آر لفترات طويلة، وقد يظل على الأسطح، وخاصة الأسطح المسامية، لمدة تصل إلى 60 يوماً.

## العلاج
على النقيض من غاز سي إس، الذي يمكن إزالة آثاره باستخدام كميات كبيرة من الماء، فإن استخدام الماء في حالة السي آر قد يؤدي إلى تفاقم آثاره. وقد يتسبب غسل البشرة الملوثة بمادة سي آر بالماء في ألم شديد يستمر لمدة 48 ساعة بعد التعرض.
الإجراءات العلاجية في هذه الحالات هي مجرد إجراءات لتخفيف الأعراض. تنزع الملابس الملوثة، وتغسل العينان والجلد، ويمكن استخدام قطرات العين لتخفيف آلام العينين، كما استخدمت حديثاً مادة ديفوتيرين للوقاية من آثار التعرض للغاز المسيل للدموع على العينين والجلد وللعلاج السريع لهذه الآثار على حد سواء.

## استخدامه
في أواخر ثمانينيات القرن العشرين، استخدم غاز سي آر في بعض مناطق جنوب أفريقيا، ليتسبب في حدوث بعض الوفيات، وخاصة بين الأطفال.
وقد اتهمت بعض المجموعات الجمهورية في أيرلندا الشمالية الجيش البريطاني ووحدات الشرطة البريطانية العاملة في أيرلندا الشمالية (المعروفة باسم شرطة ألستر الملكية) باستخدام غاز سي آر ضد سجناء جمهوريين. كما تتهم الشرطة المصرية باستخدامه بشكل مكثف في قمع مظاهرات ميدان التحرير التي اندلعت في نوفمبر 2011.
أما الولايات المتحدة الأمريكية فهي لا تستخدم هذا الغاز في مكافحة الشغب بسبب الشكوك التي دارت حول كونه مادة مسرطنة، ويصنف الجيش الأمريكي مادة سي آر حالياً كسلاح كيماوي قتالي يتسبب في آثار جانبية خطيرة على البشر.